# Odznaka „Zasłużony dla Służby Celnej”
Odznaka „Zasłużony dla Służby Celnej” – polskie resortowe odznaczenie cywilne; odznaka honorowa, nadawana za zasługi dla Służby Celnej do 2017.
Odznaka została ustanowiona ustawą z dnia 24 lipca 1999 r. o Służbie Celnej, natomiast wzór odznaki oraz zasady i tryb jej nadawania ustalono rozporządzeniem Rady Ministrów z dnia 17 kwietnia 2000 r., które jednocześnie zniosło dawną Odznakę „Za zasługi dla celnictwa PRL”. Po wejściu w życie kolejnej ustawy o Służbie Celnej w sierpniu 2009 r., rozporządzeniem RM z 11 sierpnia 2010 r. zmieniono statut odznaki.
Uchylenie ustawy o Służbie Celnej w dniu 1 marca 2017 skutkowało ustaniem podstawy prawnej do nadawania odznaki, w związku z czym zaprzestano jej nadawania. Odznaka została zastąpiona odznaką „Zasłużony dla Krajowej Administracji Skarbowej” 16 sierpnia 2017.

## Zasady nadawania

### 1999/2000
Odznaka mogła być nadana osobom wyróżniającym się w Służbie Celnej lub mającym szczególne zasługi dla Służby Celnej.
Odznaka była jednostopniowa.
Odznakę nadawał minister właściwy do spraw finansów publicznych z własnej inicjatywy lub na wniosek innych organów (ministra, kierownika urzędu centralnego, organu administracji rządowej w województwie, organu samorządu terytorialnego, kierownika przedstawicielstwa dyplomatycznego lub urzędu konsularnego RP), po uzyskaniu opinii Prezesa Głównego Urzędu Ceł.
Odznaka mogła być nadana tej samej osobie tylko raz.
Wraz z odznaką wręczana była legitymacja.
Koszty związane z nadawaniem odznaki były pokrywane ze środków Głównego Urzędu Ceł.

### 2009/2010
Odznaka mogła być nadawana w celu uhonorowania osób szczególnie zasłużonych dla Służby Celnej.
Odznakę nadawał minister właściwy do spraw finansów publicznych z własnej inicjatywy lub na pisemny wniosek innych organów (organu administracji rządowej, Szefa Służby Celnej, dyrektora Izby Celnej, kierownika przedstawicielstwa dyplomatycznego lub urzędu konsularnego RP); w przypadku uhonorowania cudzoziemców wymagana była opinia ministra spraw zagranicznych.
Odznaka była trójstopniowa:
- I stopień – złota odznaka „Zasłużony dla Służby Celnej”
- II stopień – srebrna odznaka „Zasłużony dla Służby Celnej”
- III stopień – brązowa odznaka „Zasłużony dla Służby Celnej”

Odznaka tego samego stopnia mogła być nadana tej samej osobie tylko raz.
Osobie wyróżnionej odznaką nie nadawano tej odznaki w stopniu niższym od posiadanego.
Wraz z odznaką wręczana była legitymacja.

## Opis odznaki

### 1999/2000
Odznaka była wykonana z metalu koloru szarego, miała kształt okrągły. Podstawą odznaki był krzyż równoramienny o stylizowanych, rozdwajających się zakończeniach ramion. Ramiona były pokryte emalią w kolorze ciemnozielonym, a pomiędzy nimi, na czterech występach, były wygrawerowane ornamenty liści laurowych i dębowych. Skrajna odległość naprzeciwległych występów wynosiła 35 mm. Na przedniej stronie odznaki znajdował się stylizowany kontur granic Polski, w kolorze ciemnozielonym, na tle którego była umieszczona laska Merkurego w otoczeniu z jednej strony liści laurowych, a z drugiej liści dębowych. Wokół konturu Polski, w kolistym pasku koloru białego, znajdował się napis koloru szarego: „ZASŁUŻONY DLA SŁUŻBY CELNEJ”. Przednia strona odznaki była emaliowana. Na odwrotnej stronie odznaki było umocowane zapięcie.
Odznakę nosi się na prawej stronie piersi.

### 2009/2010
Odznaka była wykonana z metalu. Podstawą odznaki był krzyż równoramienny o stylizowanych zakończeniach ramion. Ramiona krzyża były pokryte emalią w kolorze ciemnozielonym z obramowaniem, w zależności od stopnia odznaki, złoconym, srebrzonym albo patynowanym na brązowo. Pomiędzy ramionami krzyża, na czterech występach, naprzemiennie były wygrawerowane ornamenty liści laurowych i dębowych. Skrajna odległość naprzeciwległych występów wynosiła 45 mm. Pośrodku odznaki znajdował się stylizowany kontur Rzeczypospolitej Polskiej, w kolorze ciemnozielonym i o srebrzonym konturze, umieszczony na okrągłej tarczy. Na tle konturu RP był umieszczony srebrzony znak graficzny Służby Celnej. Wokół tarczy, na biało emaliowanym pierścieniu, znajdował się napis „ZASŁUŻONY DLA SŁUŻBY CELNEJ”. Liście laurowe i dębowe, tarcza, napis „ZASŁUŻONY DLA SŁUŻBY CELNEJ” oraz odwrotna strona odznaki, w zależności od jej stopnia, były złocone, srebrzone albo patynowane na brązowo. U góry odznaki uszko i kółko do zawieszenia na wstążce, wykonane z metalu w zależności od stopnia odznaki, były złocone, srebrzone albo patynowane na brązowo.
Odznaka była zawieszona na wstążce długości 55 mm i szerokości 38 mm, z paskiem koloru błękitnego o szerokości 10 mm w środku z symetrycznymi względem środka pionowymi paskami koloru: ciemnozielonego o szerokości 1 mm, błękitnego o szerokości 1 mm, ciemnozielonego o szerokości 5 mm, czerwonego o szerokości 2 mm, białego o szerokości 2 mm, ciemnozielonego o szerokości 3 mm.
Odznakę nosi się na lewej stronie piersi po orderach i odznaczeniach państwowych, a przed innymi odznakami honorowymi, chyba że przepisy odrębne lub przepisy państwa, którego obywatelem jest osoba odznaczona, określają to inaczej.
W przypadku posiadania odznaki w dwóch lub więcej stopniach, nosi się odznakę najwyższego stopnia.
Na baretkach stopień odznaki określa się odpowiednimi nićmi (bądź metalowymi galonikami) w formie trzech wąskich pionowych pasków pośrodku.